# وو بینگ
وو بینگ(چینی: 外丙) زاده شده با نام زی شینگ(چینی:子勝) یا زی شئو(چینی:子伷) شاهی بود از شاهان دودمان شانگ در چین.
سیما کیان، تاریخنگار و نویسنده هان، در کتاب شیجی، او را سومین پادشاه شانگ دانسته است که پس از پدرش تانگ(چینی: 汤) در سال ئیهائی(چینی:乙亥)، پس از مرگ برادرش تای دینگ، در تختگاه بو(چینی:亳) به شاهی نشسست و یی یین(چینی: 伊尹) وزیر اعظم او بود. او دو سال فرمان راند؛ پس از مرگ به وی عنوان بو بینگ گفته شد. پس از مرگ وی، برادرش، زونگ رن به پادشاهی رسید.
کتیبه‌نگاری‌‌ بر استخوان گاو، جیا گو ون که در یینگسو کشف شده‌اند، او را چهارمین شاه شانگ دانسته‌است.